# Tsepinita-Ca
La tsepinita-Ca és un mineral de la classe dels silicats, que pertany al grup de la vuoriyarvita

## Característiques
La tsepinita-Ca és un silicat de fórmula química Ca(Ti,Nb)₂(Si₄O₁₂)(OH,O)₂·3H₂O. Va ser aprovada com a espècie vàlida per l'Associació Mineralògica Internacional l'any 2002. Cristal·litza en el sistema monoclínic. La seva duresa a l'escala de Mohs és 5.
Segons la classificació de Nickel-Strunz, pertany a «09.CE - Ciclosilicats amb enllaços senzills de 4 [Si₄O₁₂]8- (vierer-Einfachringe), sense anions complexos aïllats» juntament amb els següents minerals: papagoïta, verplanckita, baotita, nagashimalita, taramel·lita, titantaramel·lita, barioortojoaquinita, byelorussita-(Ce), joaquinita-(Ce), ortojoaquinita-(Ce), estronciojoaquinita, estroncioortojoaquinita, ortojoaquinita-(La), labuntsovita-Mn, nenadkevichita, lemmleinita-K, korobitsynita, kuzmenkoïta-Mn, vuoriyarvita-K, tsepinita-Na, karupmøllerita-Ca, labuntsovita-Mg, labuntsovita-Fe, lemmleinita-Ba, gjerdingenita-Fe, neskevaaraïta-Fe, tsepinita-K, paratsepinita-Ba, alsakharovita-Zn, gjerdingenita-Mn, lepkhenelmita-Zn, tsepinita-Sr, paratsepinita-Na, paralabuntsovita-Mg, gjerdingenita-Ca, gjerdingenita-Na, gutkovaïta-Mn, kuzmenkoïta-Zn, organovaïta-Mn, organovaïta-Zn, parakuzmenkoïta-Fe, burovaïta-Ca, komarovita i natrokomarovita.

## Formació i jaciments
Va ser descoberta a la mina Lovtxorrite, situada a la vall Hackman del mont Iukspor, al massís de Khibini (óblast de Múrmansk, Rússia). També ha estat descrita en un altre indret del proper massís de Khibini, el mont Eveslogtxorr. Aquests dos indrets són els únics de tot el planeta on ha estat descrita aquesta espècie mineral.